# Tercer Gabinete Kretschmann
En su tercer mandato como Ministro Presidente, Winfried Kretschmann volvió a liderar una coalición verde-negra formada por la Alianza 90/Los Verdes y la CDU, que se formó tras las elecciones regionales de 2021. El acuerdo para la renovación del acuerdo entre las dos formaciones fue publicado el 5 de mayo de 2021. El 12 de mayo de 2021, exactamente diez años después de la primera elección de Kretschmann como Ministro-Presidente, asumió el nuevo gabinete.

## Formación del gobierno
Tras las elecciones regionales de 2021 Los Verdes obtuvieron el 32,6 % de los votos, consolidándose como la fuerza más votada en el estado. La CDU sufrió pérdidas, descendiendo al 24 %, mientras que el FDP y el SPD mantuvieron o mejoraron ligeramente sus posiciones. La AfD experimentó un notable retroceso, pasando del tercer al quinto lugar.
Después de las elecciones, Kretschmann invitó a todos los partidos, excepto a la AfD, a conversaciones exploratorias. El 2 de abril, Los Verdes decidieron iniciar negociaciones formales con la CDU para renovar la coalición existente. El acuerdo de coalición, titulado "Ahora por el mañana. El contrato de renovación para Baden-Wurtemberg”, se presentó el 1 de mayo.
El 12 de mayo de 2021, Kretschmann fue reelegido por el Landtag con 95 votos a favor de 152 emitidos. Ese mismo día, el nuevo gabinete prestó juramento, compuesto por 12 miembros: siete de Los Verdes y cinco de la CDU.

## Composición
Alianza 90/Los Verdes     Unión Demócrata Cristiana de Alemania

### Ministro Presidente de Banden-Württemberg
| Fotografía | Primer ministro      | Período            | Período     | Partido | Partido |
| Fotografía | Primer ministro      | Inicio             | Fin         | Partido | Partido |
| ---------- | -------------------- | ------------------ | ----------- | ------- | ------- |
|            | Winfried Kretschmann | 12 de mayo de 2021 | En el cargo |         |         |

### Viceministro Presidente de Banden-Württemberg
| Fotografía | Vice primer ministro | Período            | Período     | Partido | Partido |
| Fotografía | Vice primer ministro | Inicio             | Fin         | Partido | Partido |
| ---------- | -------------------- | ------------------ | ----------- | ------- | ------- |
|            | Thomas Strobl        | 12 de mayo de 2021 | En el cargo |         |         |

### Ministros
| Ministerio                                            | Fotografía | Titular                  | Período                  | Período                  | Partido | Partido |
| Ministerio                                            | Fotografía | Titular                  | Inicio                   | Fin                      | Partido | Partido |
| ----------------------------------------------------- | ---------- | ------------------------ | ------------------------ | ------------------------ | ------- | ------- |
| Alimentación, Medio Rural y Protección del Consumidor |            | Peter Hauk               | 12 de mayo de 2021       | En el cargo              |         |         |
| Asuntos Sociales, Sanidad e Integración               |            | Manfred Lucha            | 12 de mayo de 2021       | En el cargo              |         |         |
| Ciencia, Investigación y Artes                        |            | Theresia Bauer           | 12 de mayo de 2021       | 28 de septiembre de 2022 |         |         |
| Ciencia, Investigación y Artes                        |            | Petra Olschowski         | 28 de septiembre de 2022 | En el cargo              |         |         |
| Desarrollo Estatal y Vivienda                         |            | Nicole Razavi            | 12 de mayo de 2021       | En el cargo              |         |         |
| Economía, Trabajo y Turismo                           |            | Nicole Hoffmeister-Kraut | 12 de mayo de 2021       | En el cargo              |         |         |
| Educación, Juventud y Deporte                         |            | Theresa Schopper         | 12 de mayo de 2021       | En el cargo              |         |         |
| Finanzas                                              |            | Danyal Bayaz             | 12 de mayo de 2021       | En el cargo              |         |         |
| Interior, Digitalización y Comunidades                |            | Thomas Strobl            | 12 de mayo de 2021       | En el cargo              |         |         |
| Justicia y Migración                                  |            | Marion Gentges           | 12 de mayo de 2021       | En el cargo              |         |         |
| Medio Ambiente, Clima e Industria Energética          |            | Thekla Walker            | 12 de mayo de 2021       | En el cargo              |         |         |
| Sociedad Civil y Participación Ciudadana              |            | Barbara Bosch            | 12 de mayo de 2021       | En el cargo              |         |         |
| Transporte                                            |            | Winfried Hermann         | 12 de mayo de 2021       | En el cargo              |         |         |